# Сады Ухуру
Сады Ухуру (англ. Uhuru Gardens; Сады Свободы) — мемориальный парк в Найроби, национальный памятник (1966). Является подразделением Национальных музеев Кении.

## История

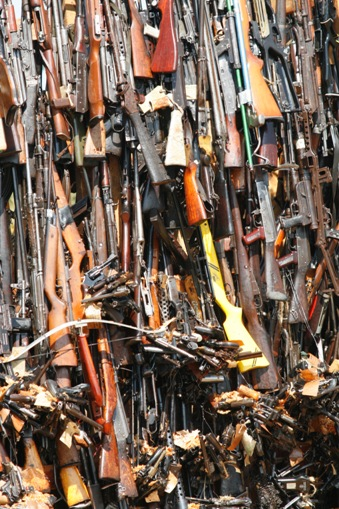
Костёр из контрабандного оружия в Садах Ухуру в 2003 году

Именно в садах Ухуру 12 декабря 1963 года впервые был поднят флаг независимой Кении, в связи с чем их называют местом рождения Кении. Ухуру (суахили Uhuru) с суахили переводится как Свобода.
В 1966 году, в силу исторической значимости парка, Сады Ухуру были объявлены Национальным Памятником.
На том месте, где был спущен Юнион Джек и поднят флаг Кении, было посажено фиговое дерево, которое — вместе с двумя монументами независимости — входит в число трёх наиболее значимых объектов в парке.
Помимо исторического значения, парк имеет и рекреативную функцию: здесь популярны семейный отдых, свадьбы, концерты и другие мероприятия.
В 2003 году в Садах Ухуру было проведено публичное уничтожение более 5000 единиц контрабандного оружия.
Сады Ухуру открыты для посещения ежедневно с 8 до 18 часов.